# Carlo Cattanei
Carlo Cattanei, noto anche con lo pseudonimo di K. Walewska (Piacenza, 21 dicembre 1851 – Genova, 16 ottobre 1933), è stato un pianista e compositore italiano.

## Biografia
Nacque a Piacenza nel 1851, figlio primogenito dell'avvocato Achille Cattanei e della marchesa Maria Manara. Compì gli studi classici al Real Collegio Maria Luigia di Parma, dedicandosi nel frattempo alla musica. Tra il 1820 e il 1897 studiò pianoforte con Giovanni Quacquerini, mentre a Milano seguì il corso di composizione. Durante le sue esibizioni usò molto spesso lo pseudonimo K. Walewska. Insegnò canto e pianoforte a Torino (1881-90), Nizza e Genova. Come pianista e autore di musica pianistica appartenne alla scuola milanese. Le sue opere furono pubblicate da Serra di Genova, Ricordi di Milano, Tedeschi di Milano, Hug Frères di Lipsia, Francesco Bianchi di Torino, C. G. Röder di Lipsia. Tra il 1904 e il 1907 fu egli stesso editore a Genova e pubblicò alcune delle sue opere, come testimoniato nella Gazzetta Ufficiale del Regno d'Italia del 1 luglio 1905.
Morì a Genova il 16 ottobre 1933.
Nel suo catalogo si contano composizioni per pianoforte, canto, orchestra e banda. Spettro Solare (1888), dedicata ad Alfredo Edel ed edita da C. G. Röder di Lipsia è, tra le sue composizioni pianistiche, quella più suggestiva: ogni movimento si basa su un testo poetico del conte Luigi Sanvitale di Fontanellato, che veniva probabilmente declamato e accompagnato musicalmente come un melologo durante l'esecuzione. Tra le altre opere pianistiche si ricordano «il grande valzer polistrutturato Incantesimo, che risente dello stile liberty» e la mazurca Ricordo di Castelvetro Piacentino.
Fra i suoi cento lavori circa spiccano le cinque Melodie intime (1887) per voce e pianoforte, dedicate a Virginia Ferni Germano, famosa interprete del teatro di Alfredo Catalani.

## Opere
Segue una lista di opere di Carlo Cattanei:
- Spettro Solare, suite per pianoforte dedicata ad Alfredo Edel edita da Röder di Lipsia;
- Incantesimo, valzer polistrutturato pubblicato a Genova nel 1904 dall'autore stesso;
- Ricordo di Castelvetro Piacentino, mazurka per pianoforte dedicata all'amico Severino Stezzi;
- Melodie intime per voce e pianoforte, dedicate alla soprano Virginia Ferni Germano;
- Brindisi, melodia macabra per tenore o soprano;
- Tramonto, su versi di Diego Garoglio;
- Estasi, su versi di Diego Garoglio edita da Röder di Lipsia nel 1896;
- Le moroir, per canto e pianoforte su testo di Edmond Haraucourt, dedicato a Madame Hélène Cortese;
- Zitella canzonetta per mezzo soprano con accompagnamento di pianoforte;
- Al lago serenata per voce di baritono o mezzo-soprano su testo di C. Lisei, dedicata al Marchese Lodovico Landini;
- Un fiore, stornello per baritono o mezzo-soprano dedicato all' Avvocato Cesare Gioppi;
- A lei per canto e pianoforte;

- Satanella, canzone bacchica;
- Dimmi perché, canzone napoletana dedicata alla sorella Chiara in occasione delle sue nozze;
- Préférée, valzer di Boston pubblicato a Genova nel 1907 dall'autore stesso;
- International love, foxtrot pubblicato a Genova nel 1921 da A. Ciglia;[5]
- Amitié amoreuse, valzer lento pubblicato a Genova nel 1906 dall'autore stesso;
- Tigre reale, valzer lento;
- Fascination, valzer di Boston dedicato al Conte Mario Guarnieri;[6]
- Petite gavotte poudrée;[7]
- Vagabondi, marcia danzante per pianoforte pubblicata a Genova nel 1906 dall'autore stesso e dedicata all'egregio Signor Edilio Raggio;
- Fantasia española per pianoforte pubblicata a Genova nel 1905 dall'autore stesso;[8]
- Snobs, polka brillante dedicata a Monsieur Joseph Cerutti;
- Mistica, valzer per pianoforte dedicato alla Signorina Margherita Rebora;
- Hélène, mazurca à la russe per pianoforte;
- Un merlo, foxtrot pubblicato a Genova nel 1921 da A. Ciglia;[9]
- Chiodo scaccia chiodo, polka pubblicata da F.Bianchi a Torino e dedicata al Conte Daniele Douglas-Scotti;
- Eterna primavera! valzer per pianoforte;
- Romanza senza parole per pianoforte;
- Villa fortunata, valzer per pianoforte dedicato alla damigella Fortunata Reggio;
- Ali bruciate, valzer per pianoforte dedicato alla Contessa Leonie Calciati di Yermoloff;
- Inseparabili, valzer lento hesitation per pianoforte;
- Valzer delle campane, hésitation per pianoforte;
- All'Esposizione di Milano nel 1881, polka marcia per pianoforte;
- Tarantella, per pianoforte dedicata alla Signora Dina Peloso;
- La Chevauchée, polka per pianoforte dedicata a Madame Léonie de Bazelaire;
- Abandonnée, valzer melanconico per pianoforte pubblicato a Genova dall'autore stesso;[10]
- Giessbach, rêverie pour piano;[11]
- Cane che non morde, impressioni per pianoforte;
- Selvaggia, tempo di foxtrot per pianoforte;
- L'usignolo è morto! per pianoforte;
- Per la grande Genova, marcia solenne per pianoforte;
- Drame de coeur, valse sérieuse per pianoforte;[12]
- Seconda passione, valzer per pianoforte;
- Ballo a corte, minuetto per pianoforte;[13]
- Tout passe, tempo di minuetto;
- Musica aristocratica, gavotta per pianoforte;
- Fili d'argento, mazurca per pianoforte dedicata all'amico Daniel Douglas-Scotti;
- Fillettes de magasin, pas de deux[14]
- Sconforto, romanza per tenore o soprano con accompagnamento di pianoforte su testo di E. Panzacchi;
- Il mondo è di chi se o piglia!, polka-marcia per pianoforte;
- Canzone idillica pe due mandolini con accompagnamento di pianoforte, dedicata alla Marchesa Camilla Campori;
- La marche du Kursaal-Rapallo, per pianoforte con disegni di Aurelio Craffonara;
- Chevelure blonde-doré: petite gavotte, dedicata a Carmen Donn;
- Canto nuziale, per pianoforte;[15]
- È rotta l'arpa: melodia, dedicata a Virginia Ferni Germano;
- Fede, valzer per pianoforte dedicato alla Contessa Vincenza Garelli della Morea;
- Si dice bello mio, scherzetto per soprano o mezzo-soprano con accompagnamento di pianoforte dedicato a Maria Mingotti Argenti;
- Madonna bella, serenata per tenore o soprano con accompagnamento di pianoforte dedicata a Emilia Bessone Cova;
- Ricordati di me, romanza per mezzo-soprano con accompagnamento d'orchestra ridotta per canto e pianoforte su testo di Laura Beatrice Mancini-Oliva, dedicata a Giuditta Casali Bavagnoli;

Le opere citate da qui in poi sono state lodate dal critico musicale Filippo Filippi ne La Perseveranza e «appartengono alla tradizione e alla poetica ottocentesca per la facile vena manieristica e decadentistica tipica della letteratura strumentale di fin de siècle»:
- Rêverie- Voyage en Suisse;
- Nocturne - Souvenir d'Aix-les-Bains (Le Mal du ciel);[12]
- Mazurka - Caprice;
- Valzer Tabiano;
- Chevelure noire de Jais: minuetto per pianoforte, dedicato a Jeanne Nazurith;
- Caprice Mignon pour piano, capriccio dedicato a Minna Hischornn;
- Suite Passionée, per pianoforte dedicata a M.lle Hélène Vuillet;
- Studio romantico, per pianoforte dedicato a Luisa Cognetti;
- Frammento d'un romanzo senza parole: andantino appassionato per pianoforte;
- Polacca brillante, per pianoforte;[17]
- Improvvisata - Veux tu;[18]

## Discografia
Carlo Cattanei, Spettro solare, in Compositori piacentini. Carlo Cattanei, Giuseppe Ferranti, Amilcare Zanella, Piacenza, Conservatorio "G. Nicolini" di Piacenza, 2009 (CD del Conservatorio Giuseppe Nicolini, 2).